# 寺井西口站
寺井西口站（日语：／ Terai-nishiguchi eki */?）是位於石川縣能美郡寺井町末信（現時：能美市寺井町），北陸鐵道能美線的鐵路車站（廢站）。

## 歷史
- 1925年（大正14年）8月13日：能美電氣鐵道車站啟用[1]。
- 1939年（昭和14年）8月1日：金澤電氣軌道收購合併能美電氣鐵道[2]。
- 1941年（昭和16年）8月1日：北陸合同電氣（現時：北陸電力）合併金澤電氣軌道。
- 1943年（昭和18年）10月13日：在轉讓業務下，成為北陸鐵道能美線車站。
- 1980年（昭和55年）9月14日：能美線全線廢除，此站也被廢除[1]。

## 車站結構
此站是地面車站，設有1面1線的單式月台。月台在路軌的東邊。車站鄰近現時的能美市立寺井中學和寺井醫院。

## 現狀
廢線遺址建設了生活道路，已經看不到任何車站遺跡。

## 相鄰車站
北陸鐵道
能美線
本寺井－寺井西口－五間堂

## 注腳
1. 1 2  今尾惠介《日本鐵道旅行地圖帳》6號 北信越（新潮社、2008年）p.28
2. ↑  7月27日 得到許可「鉄道譲渡」《官報》1939年7月31日（國立國會圖書館數碼化收藏）
3. 1 2 3  能美市『能美電ものがたり 運行時の各駅と現在』 （页面存档备份，存于）（日語）（PDF）

## 相關項目
- 日本鐵路車站列表 Te